# Sękowiec
Sękowiec (dawniej Sikawiec) – część wsi Zatwarnica położona w Polsce, w województwie podkarpackim, w powiecie bieszczadzkim, w gminie Lutowiska.